# Trichothelium caudatum
Trichothelium caudatum är en lavart som beskrevs av Lücking. Trichothelium caudatum ingår i släktet Trichothelium och familjen Porinaceae.   Inga underarter finns listade i Catalogue of Life.